# 常盤悠
常盤 悠（ときわ ゆう、1998年5月23日 - ）は神奈川県出身のプロサッカー選手。2021シーズンはシンガポールのアルビレックス新潟シンガポールに在籍。2022シーズンで東邦チタニウムサッカーに入団し2023シーズンで退団。

## 略歴
2人の兄の影響でサッカーをはじめ、小学校・中学校時代は湘南ベルマーレの下部組織に在籍していた。。
尚志高等学校では、2年次と3年次に全国高等学校サッカー選手権大会に出場。3年次の第95回では大会優秀選手にも選ばれた。高校卒業後は新潟医療福祉大学に進学。
2021年より、シンガポールプレミアリーグのアルビレックス新潟シンガポールに加入。
2022年2月2日、関東サッカーリーグ1部の東邦チタニウムサッカー部への完全移籍が発表された。
2023年で東邦チタニウムサッカー部を退団。

## 所属クラブ
- 湘南ベルマーレJr.（小田原市立矢作小学校）[1]
- 湘南ベルマーレ小田原Jr.ユース（小田原市立鴨宮中学校）[1]
- 尚志高等学校
- 新潟医療福祉大学
- 2021年   アルビレックス新潟シンガポール
- 2022年 -   東邦チタニウムサッカー部

## タイトル
個人
- 全国高等学校サッカー選手権大会優秀選手: 2016